# Catherine Ségurane
Catherine Ségurane, var en legendarisk krigshjältinna från den osmansk-franska belägringen av Nice (1543) i Savojen under det nionde italienska kriget. 
Hon ska ha varit en tvätterska som deltog i försvaret av staden. När osmanerna var på väg att ta sig över stadsmuren, ska hon ha stärkt stridsmoralen hos stadens försvarare genom att själv ha dödat en janitsjar. 
Det är okänt huruvida hon var en historisk person, en uppdiktad person, eller en verklig person vars handling sedan överdrivits. Hon var länge en omtalad krigshjältinna. 